# Проєктування трубопроводів нафтових родовищ
Проєктування трубопроводів нафтових родовищ — комплекс проєктних робіт з визначення конструктивних параметрів трубопроводів нафтових родовищ. Розробка комплексної технічної документації (проєкту), що містить техніко-економічне обґрунтування, розрахунки, креслення, макети, кошториси, пояснювальні записки та ін. матеріали, необхідні для будівництва нових, а також розширення і реконструкції діючих трубопроводів нафтових родовищ.

## Загальний опис
Усі трубопроводи, передбачені в комплексному проєкті облаштування родовища, підлягають гідравлічному і тепловому розрахунку та розрахунку на міцність.
Збірні колектори, які транспортують газорідинні суміші, повинні проєктуватися й розраховуватися з урахуванням темпу розбурювання експлуатаційних свердловин, кліматичних умов цього родовища, фізико-хімічних властивостей нафти, газу та пластової води.
Темпи розбурювання експлуатаційних свердловин і введення їх в експлуатацію є визначальними при виборі раціональних діаметрів збірних колекторів. При повільних темпах розбурювання, невеликих дебітах свердловин і горбистій або гористій місцевості проєктуються два збірних колектори, рівновеликих за площею перетину одному великому, розрахованому на максимальну продуктивність усіх підключених до АГЗУ свердловин. Це збільшує витрати металу та запірної арматури, але дозволяє виключити пульсації тиску в збірних колекторах і транспортувати роздільно обводнену й необводнену нафту на УПН.
При великих темпах розбурювання експлуатаційних свердловин можна проєктувати один збірний колектор на максимальну продуктивність усіх підключених до АГЗУ свердловин.
При проєктуванні складної системи трубопроводів, які транспортують як однофазні, так і багатофазні рідини, потрібно керуватися розташуванням свердловин на родовищі (сіткою свердловин), їх початковими та кінцевими дебітами, рельєфом місцевості, фізико-хімічними властивостями флюїдів, що видобуваються з різних продуктивних горизонтів. Якщо в одному з горизонтів у нафті міститься багато сірководню (3 % мас.), то такий горизонт розбурюється самостійною сіткою свердловин, а збір, транспортування й підготовка цієї нафти здійснюється системою трубопроводів й устаткування, які захищені від корозійного руйнування.
За відомим розташуванням свердловин на родовищі з урахуванням рельєфу місцевості й кліматичних умов вибирають місця розташування групових замірних установок та траси трубопроводів.
Трасою трубопроводу називають нанесену на місцевості лінію, яка визначає положення осі трубопроводу. Ця лінія, нанесена на план місцевості, називається планом траси. Вертикальний розріз земної поверхні вздовж траси називається профілем траси. Поверхня профілю траси рідко буває горизонтальною, як правило, вона має горбисту або гористу форму, і тому трубопроводи, прокладені вздовж таких трас, називають умовно «рельєфними», тобто такими, які повторюють рельєф місцевості.
Для підземного чи наземного прокладання трубопроводів на площі родовища проводиться тимчасове (для підземного) і постійне (для надземного) відчуження сільськогосподарських земель. Після підземного прокладання трубопроводів, засипання траншей, технічної та біологічної рекультивації земель їх повертають до сільськогосподарського застосування.